# Rosa Díez
Pour les articles homonymes, voir Díez.
Díez  González est un nom espagnol. Le premier nom de famille, en général paternel, est Díez ; le second, en général maternel, souvent omis, est González.
Rosa María Díez González, née le 27 mai 1952 à Sodupe, Güeñes, est une femme politique espagnole.

## Biographie

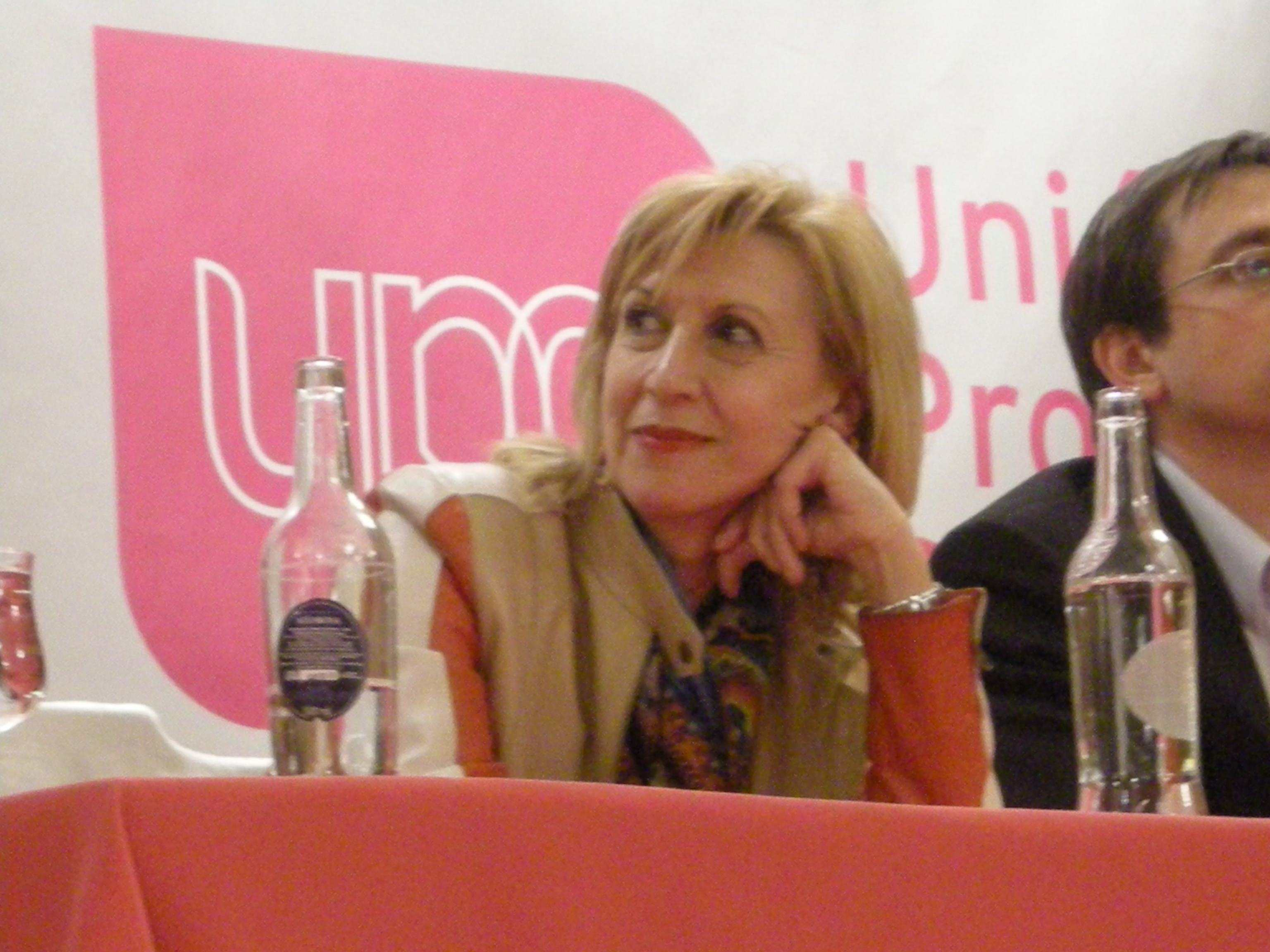
Rosa Díez à Móstoles en 2008.

Elle est députée au Parlement espagnol, où elle représente le parti Union, progrès et démocratie, dont elle est la fondatrice. Elle fut militante du Parti socialiste ouvrier espagnol jusqu'à mai 2007. Elle quitta le parti après de fortes dissensions avec le gouvernement socialiste élu en 2004, notamment concernant les négociations de l'exécutif espagnol avec le groupe séparatiste armé ETA, pour créer à partir de la plate-forme civique Basta Ya ce nouveau parti, qui se présente comme défenseur des droits des personnes et pas des territoires, en réponse aux nationalismes.